# Viola Reggio Calabria 1983-1984
Questa voce raccoglie le informazioni riguardanti la Cestistica Piero Viola nelle competizioni ufficiali della stagione 1983-1984.

## Stagione
La Stagione 1983-1984 vede la Viola impegnata nel suo primo campionato di Serie A2 rinnovando l'accordo di sponsorizzazione con la Banca Popolare.

## Maglie
Le maglie della squadra presentano al centro della parte frontale delle maglie di gioco lo sponsor principale Banca Popolare. La divisa di casa ha come colore principale il bianco con richiami nei bordi in arancione. La divisa di trasfera presenta come colore principale il nero con richiami nei bordi in arancione. 

## Roster
Rosa della Viola Reggio Calabria per la stagione 1983-1984 di Serie A2.
| Nome                      | Nazionalità                                | Ruolo      | Nascita |
| ------------------------- | ------------------------------------------ | ---------- | ------- |
| Alfredo Passarelli        | Italia (bandiera)                          | centro     | 1965    |
| C.J. Kupec                | Stati Uniti (bandiera)                     | ala-centro | 1953    |
| Valentino Battisti        | Italia (bandiera)                          | centro     | 1959    |
| Massimo Bianchi           | Italia (bandiera)                          | playmaker  | 1955    |
| Mark Campanaro            | Stati Uniti (bandiera) · Italia (bandiera) | guardia    | 1954    |
| Lucio Laganà              | Italia (bandiera)                          | guardia    | 1963    |
| Giovanni Livornese        | Italia (bandiera)                          | -          | 1966    |
| Mario Porto               | Italia (bandiera)                          | centro     | 1959    |
| Renzo Mescalchin          | Italia (bandiera)                          | ala        | 1963    |
| Antonio Campiglio         | Italia (bandiera)                          | playmaker  | 1959    |
| Giovanni Spataro          | Italia (bandiera)                          | centro     | 1966    |
| Kim Hughes                | Stati Uniti (bandiera)                     | centro     | 1952    |
| All: Gianfranco Benvenuti | Italia (bandiera)                          | -          | 1932    |

## Risultati

### Serie A2
La Cestistica Piero Viola concluderà la stagione regolare al 9º posto ottenendo su 30 gare giocate 15 vittorie e 15 sconfitte e una differenza canestri di +54.

## Coppa Italia
L'annata vede la Viola tornare a competere nella coppa nazionale venendo inserita nel Girone 8 assieme a Napoli Basket e Pallacanestro Brindisi concludendo la fase al secondo posto ed uscendo in questo modo dalla competizione.
Classifica Girone 8
| Pos. | Squadra                | PT | G | V | P | PF  | PS  | Dif |
| ---- | ---------------------- | -- | - | - | - | --- | --- | --- |
| 1.   | Napoli Basket          | 6  | 4 | 4 | 0 | 387 | 336 | 51  |
| 2.   | Cestistica Piero Viola | 4  | 4 | 2 | 2 | 341 | 349 | -8  |
| 3.   | Pallacanestro Brindisi | 2  | 4 | 3 | 1 | 327 | 370 | -43 |

 Partite di Coppa Italia 
| Napoli 18 settembre 1983 Gara 1 | Napoli Basket | 96 – 77 | Cestistica Piero Viola |  |

| Brindisi 12 ottobre 1983 Gara 2 | Pallacanestro Brindisi | 64 – 75 | Cestistica Piero Viola |  |

| Reggio Calabria 19 ottobre 1983 Gara 3 | Cestistica Piero Viola | 86 – 99 | Napoli Basket |  |

| Reggio Calabria 26 ottobre 1983 Gara 4 | Cestistica Piero Viola | 103 – 90 | Pallacanestro Brindisi |  |